# Sutești, Vâlcea
Sutești este satul de reședință al comunei cu același nume din județul Vâlcea, Oltenia, România.
 Acest articol despre o localitate din județul Vâlcea este deocamdată un ciot. Puteți ajuta Wikipedia prin completarea lui.